# 2013 RF98
2013 RF98, também escrito como 2013 RF98, é um corpo celeste que está localizado no disco disperso, uma região do Sistema Solar. O mesmo possui uma magnitude absoluta de 8,6 e tem um diâmetro com cerca de 84 km.

## Descoberta
2013 RF98 foi descoberto no dia 12 de setembro de 2013 pelo The Dark Energy Survey.

## Órbita
A órbita de 2013 RF98 tem uma excentricidade de 0,888 e possui um semieixo maior de 325 UA. O seu periélio leva o mesmo a uma distância de 36,290 UA em relação ao Sol e seu afélio a 614 UA.